# ネフィリム (漫画)
『ネフィリム』は草壁レイの漫画作品。日常を舞台とした、翼を持つ少女が誘う幻想アクション。

## 概要
『月刊コミックアライブ』創刊号から連載開始された作品の一つ。特異体質持ちではあるが、それ以外は何の変哲もない主人公が翼を持った少女と出会ったことで日常化から非日常にその身を投じる物語。
典型的な主人公の成長を描いた作品である。
作者初の単行本化作品。

## ストーリー
高校生の瞬は金属に静電気を帯電させられる特異体質。自分の力が何なのか分からないまま高校生活を楽しんでいた。しかしある日翼を持つ不思議な少女エールと出会い謎の存在と戦うことに。翌日エールに似た存在ブリスフルがいるクラスメートの真理により、彼女たち-「ネフィリム」とそれを持つもの「アンサラー」が負の意識の結晶・ノワールを“浄化”する為に戦っていることを知る。そして瞬たちとノワールの戦いが始まる。

## 登場人物

### 人間
今井瞬（いまい しゅん）
主人公。高校二年生。ステンレスを帯電させるほどの静電気体質で幼い頃からそれで苦労し、幼馴染の浩太に出会うまでは人を信じなかった過去を持つ。ネフィリムであるエールに出会ったことでアンサラーとなる。アンサラーとしての潜在能力は管理人すら驚くほどに高いなどその力には謎があるが、逆に出席番号が続いているクラスメートの名前が覚えられないほど頭は悪い。黒崎真理に憧れていて、青柳束沙とはソリが合わない。力の広域展開と瞬間的放出はクリフォトすら驚かせるほどに強力。真理を助けるために自身の力の凝縮を特訓したが、全く成果が出ない（出力しか上がらない）ので、保志美を依代とした「ゴーニュ」を相手に最終手段に挑戦。ギリギリで成功する。その後ゴーニュから新たな媒介として宝具（刀の柄）を託される。
黒崎真理（くろさき　さなり）
瞬のクラスメート。高校二年生。ブリスフルのアンサラー。四色の黒に属している。瞬にネフィリムやノワールなどの存在を明かし、その戦いへの参加を求めた人物。明るいが他者に対して若干壁を持つ性格だったが、自分を無条件で信頼し受け入れてくれる瞬に対して惹かれ始めている。頭は良いがその発言と好みは変わっているうえ、妙な枕をプレゼントするなど瞬たちを引かせることもある。その出生に謎が多いらしい。媒介は携帯電話。瞬を助けてクリフォトにさらわれる。
青柳束沙
瞬のクラスメート。高校二年生。ソレイユのアンサラー。四色の青に属している。学年トップの成績と学食でカレーしか食べないことで有名。アンサラーの中では国内トップの力を持つが、目が悪いくせに媒介に眼鏡を使うなど、頭が良いとは思えないような事をするなど、瞬とは違う意味でバカ。絵がうまいのだが、うますぎて皆からドン引きされることも。媒介は眼鏡。単行本での待遇はフォロー出来ない位に悪い。
赤尾保志美（あかお ほしみ）
お嬢様学校に通う高校一年生。四色の赤でアンサラーの第一候補だったが瞬の登場によって流れてしまった。当初は瞬のことをアンサラーとして認めなかったが、瞬の潜在能力とその気持ちに触れ、彼の側で戦いを見ることを決め自らの気持ちを託した。ノワールは見えるがネフィリムは見えない。老人並に寝るのが早い。瞬が好き。スカートの下中にある仕込み刀が武器。
黒崎公平（くろさき こうへい）
真理の義兄で彼女を育てた人物。カテドラルのアンサラーで瞬たちが住むエリアの管理人。右目に眼帯を付けており100年以上生き続けているかのような発言をしているなど、謎が多い。アンサラーとしての能力は桁違いに高い。媒介は十字架。

### ネフィリム
エール
瞬のネフィリムでメイドの格好をしている。何時もボーッとしているのだが、キラキラしたものに目が無い。瞬に頭を撫でられるのが好き。管理ネフィリムのカテドラルよりも早くノワールを察知するなどその能力スペックは極めて高い。ゴーニュの力を受け取り４枚羽になった。
ブリスフル
真理のネフィリム。格好はピンク一色。横ロールの髪型が特徴で雨の日に弱い。真理共々クリフォトにさらわれる。
ソレイユ
束沙のネフィリム。格好は丈の短い和服。カレーが苦手で束沙が作っている時はどこかに隠れている。
カテドラル
公平のネフィリム。管理ネフィリムと呼ばれている。
ゴーニュ
鍛冶師の名をもつネフィリム。普段は保志美の家にある宝具の中に宿っている。保志美を依代に瞬たちに試練を課した。その後エールに自身の力を、瞬に宝具を託した。

## 用語
ネフィリム
ノワールの浄化の為に地上に降り立った存在。目的を果たす為に己のアンサラーを探す。
アンサラー
ネフィリムが共に戦う為に選んだ人間で、ネフィリムの力を受け行使する存在。
黒（ノワール）
人間の負感情が結集した存在。
クリフォト
強大な力と意思を持った黒らしい。

## 書誌情報
- 草壁レイ『ネフィリム』メディアファクトリー〈MFコミックス・アライブシリーズ〉
  1. ISBN 978-4-8401-1679-4 2007年2月28日発行（2007年2月23日発売）
  2. ISBN 978-4-8401-1930-6 2007年7月31日発行（2007年7月23日発売）